# Nicolae Golescu
Nicolae Golescu (Câmpulung, 1810 – Bucarest, 10 dicembre 1870) è stato un politico rumeno, primo ministro della Romania nel 1860 e dal maggio al novembre 1868.

## Biografia
Prese parte ai moti del 1848 e si adoperò nel 1856 per l'unione dei principati. Primo ministro per poco tempo nel 1860, cospirò contro Alexandru Ioan Cuza portandolo alla caduta nel 1866 e divenendo reggente.
Di nuovo primo ministro nel 1868, fu successivamente presidente del senato. Arrestato per aver tentato la rivolta contro Carlo I di Romania, fu in seguito assolto da ogni accusa.